# Lala Shahin Bajá
Lala Shahin Bajá (en turco: Lala Şahin Paşa) fue el primer beylerbey de Rumelia. Fue el maestro (lala) del sultán Murad I, y cuando este ascendió al trono, Shahin dirigió la campaña otomana de Tracia. En 1360, tomó Didimótico, y en 1362, Adrianópolis, que sirvió de capital otomana con el nombre de «Edirne». En 1364, conquistó Boruy y Plovdiv. Fue uno de los jefes otomanos en la batalla de Maritza (1371) y el que mandó las tropas otomanas en la de Bileća (1388).